# Hercule Poirot

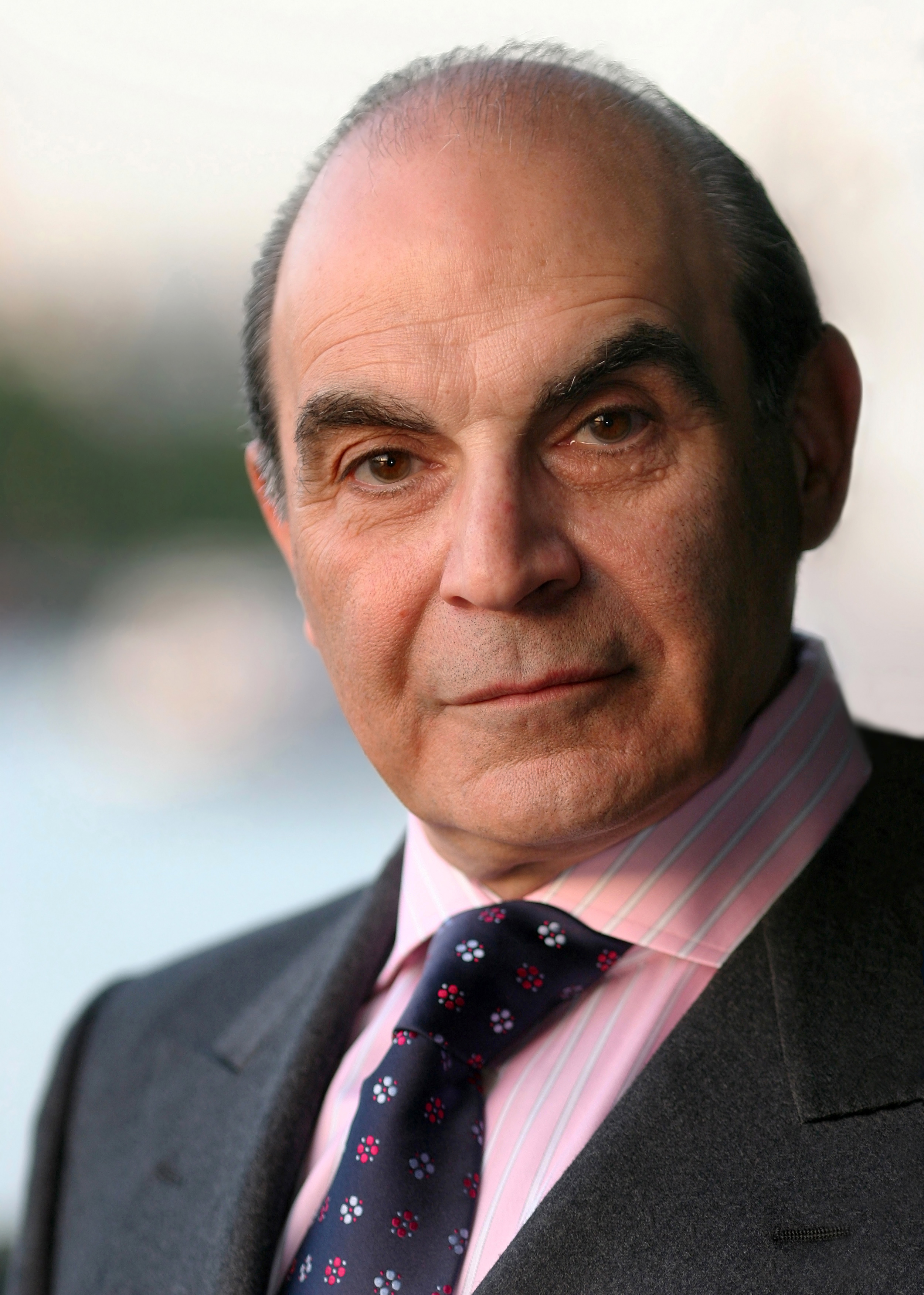
Poirot szerepében David Suchet

Hercule Poirot Agatha Christie angol krimiírónő több regényének és novellájának főszereplője, belga származású magándetektív.
Poirot külseje nagyon jellegzetes. Alacsony termetű, rendkívül elegáns és ápolt bajuszú, macskazöld szemű férfi, akinek az öltözete mindig kényesen elegáns.
Szeret színpadiasan és titokzatosan viselkedni, amivel néha kétségbeesésbe kergeti barátját, Hastings kapitányt, illetve a Scotland Yard nyomozóját, Japp felügyelőt. Gyakran hivatkozik a „kis szürke agysejtekre”, mint segítőtársaira a bűnügyek megoldásában.
Egy idő után Agatha Christie megunta az általa alkotott figurát. (Eredetileg nem is tervezett ilyen sok Poirot-ról szóló történetet.) 1930 körül már „kiállhatatlannak” tartotta Poirot-t, de mivel az olvasók körében hihetetlenül népszerű volt, az írónő kötelességének tartotta, hogy kedvükre tegyen. Emiatt születtek olyan Poirot-regények az 50-es, 60-as években, melyek kevésbé örvendenek népszerűségnek a rajongók körében, a nagyközönség előtt pedig szinte ismeretlenek.
2010-ben Tiszteletbeli belga lett a brit David Suchet, aki igen meggyőzően alakította több mint húsz éven keresztül Agatha Christie örök életű belga magándetektívjét. A színész tisztelettudóan megjegyezte: „Nem szabad elfelejteni, hogy előbb volt Belgium, és csak azután jött Hercule Poirot.”

## Hercule Poirot élete
Belgiumban született, valamikor 1884-ben (az egyik regényből kiderült, hogy 1914-ben pontosan 30 éves volt), egy szegény és népes családban. A nyomozás érdekében gyakran talál ki történeteket a családjáról, de ezek később hamisnak bizonyulnak. Az Ackroyd-gyilkosság-ban egy idegbeteg unokaöcsöt talál ki, A kutya se látta című regényben rokkant édesanyját emlegeti, de más regényekben ikerfivért (Achille), illetve nővért (Yvonne) is kitalál magának. Ám a Herkules munkái novelláskötet egyik történetében olyan utalás történik, amelyben elég valósnak tűnik Achille létezése, így valószínűleg valóban volt egy ilyen nevű testvére.
A belga rendőrségnél szép karriert futott be. Az egyik első nevezetes esete egy liège-i gazdag szappangyáros volt, aki megölte feleségét, hogy feleségül vehesse a titkárnőjét. Poirot valószínűleg még rendőrként ismerkedett meg Monsieur Lementeuil-jal, a svájci felügyelővel, illetve James Japp főfelügyelővel is, sőt Hastings kapitánnyal is (aki A Titokzatos stylesi esetben maga mesél első találkozásukról). Egyszer lelőtt egy bűnözőt, aki felmászott a háztetőre, és onnan lövöldözött a járókelőkre. „Szükség törvényt bont” – kommentálta később az esetet az egyébként békés természetű és mindennemű erőszakot ellenző Poirot. 1914-ben visszavonult a rendőrségtől.
Az első világháború ideje alatt Belgiumból Nagy-Britanniába menekült, ahol Styles St. Mary faluban fogadta be a helyi kastély úrnője, Lady Inglethorp sok más belga menekülttársával egyetemben. Itt találkozott újra Arthur Hastings kapitánnyal, aki barátja és állandó kísérője lett. (Ezt a rövid időszakot örökíti meg A titokzatos stylesi eset című regény.) A stylesi eset után Londonba költözött, a Whitehaven Mansions 56B szám alá, s magánnyomozói irodája is ugyanott működött.
Többször fontolgatta végleges visszavonulását, például az 1926-os Az Ackroyd-gyilkosság című regényben vidékre vonult vissza tököt termeszteni. Ugyanezen „töktermesztési” szándékát fejezi ki a Herkules munkái novelláskötet első történetében, egy baráti beszélgetés során. A bűnügyektől való végleges nyugdíjba vonulása azonban soha nem történt meg. Többször dolgozott a brit kormánynak, például Az eltűnt miniszterelnök vagy az Augias istállója című történetekben.
A két világháború között Poirot sokat utazott Európában és a Közel-Keleten, Franciaországban például gyakorta megfordult. Amerikában és Ausztráliában nem járt, valószínűleg a tengeribetegsége miatt. (Ez az adat árnyaltabb, mivel a Millió dolláros kötvényrablás novellában átutazza az óceánt, az RMS Queen Mary fedélzetén, igaz, azonnal vissza is fordult, tehát elvileg nem lépett Amerika földjére.) Ebben az időszakban találkozott Vera Rossakoff grófnővel, egy ékszertolvajjal, az egyedüli nővel, aki életében mély hatást gyakorolt rá. (A grófnő két novellában szerepel, ezek a Cerberus foglyul ejtése és a Kettős nyom. Továbbá még A Nagy négyes című novellában is feltűnik.)
Élete vége felé szívbetegségtől szenvedett. 1975. augusztus 6-án, álmában érte a halál, 91 évesen a Függöny című műben.
Poirot saját magáról a következőképpen vall a rá jellemző szerénytelenséggel: „Szabadon és képmutatás nélkül beismerem, hogy remek ember vagyok.”

## Hercule Poirot megformálói
Poirot-t többen is alakították, úgy mint Albert Finney, Peter Ustinov, David Suchet, Ian Holm, Tony Randall, Alfred Molina, Kenneth Branagh és John Malkovich. David Suchet az általa megformált karakternél kiemelkedő fontosságúnak tartotta, hogy tökéletesen megfeleljen az Agatha Christie által teremtett figura külső és belső ismertetőjegyeinek.
Albert Finney-t Csákányi László, Peter Ustinovot Makay Sándor, Csákányi László,  Haumann Péter, Inke László, Szabó Ottó, és Képessy József,    Kenneth Branagh-t Csankó Zoltán, David Suchet-t pedig Szersén Gyula és Balázs Péter szinkronizálja.

## Poirot-történetek

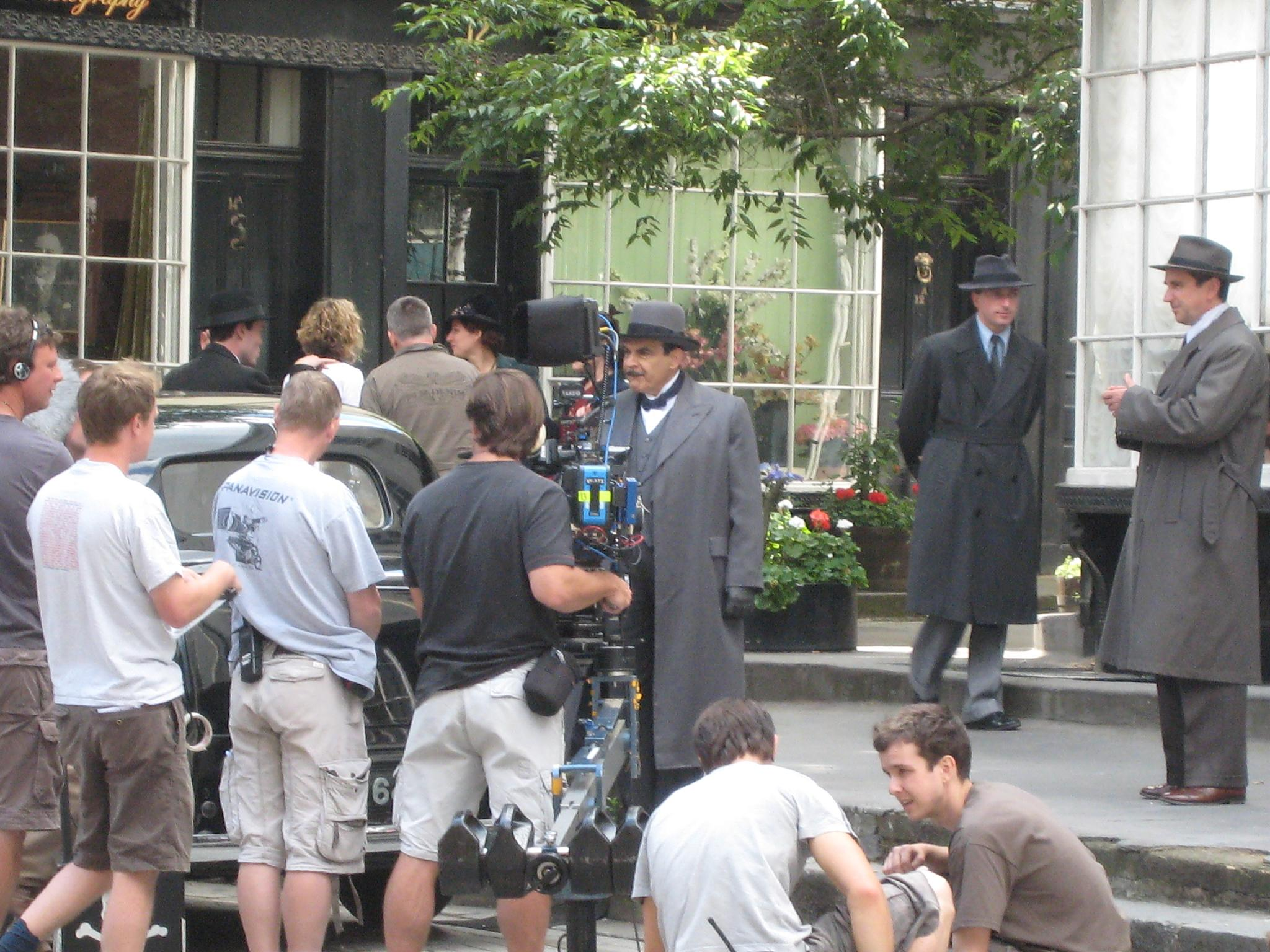
Filmezés Londonban

Lásd még: Agatha Christie-bibliográfia

### Regények
- A titokzatos stylesi eset (The Mysterious Affair at Styles), 1920
- Gyilkosság a golfpályán (The Murder on the Links), 1923
- Az Ackroyd-gyilkosság (The Murder of Roger Ackroyd), 1926
- A Nagy Négyes (The Big Four), 1927
- A titokzatos Kék Vonat (The Mystery of the Blue Train), 1928
- Ház a sziklán (Peril at End House), 1932
- Lord Edgware meghal (Lord Edgware Dies), 1933
- Gyilkosság az Orient expresszen (Murder on the Orient Express), 1934
- Tragédia három felvonásban (Three Act Tragedy), 1935
- Halál a felhők között (Death in the Clouds), 1935
- Az ABC-gyilkosságok (The A.B.C. Murders), 1936
- Gyilkosság Mezopotámiában (Murder in Mesopotamia), 1936
- Nyílt kártyákkal (Cards on the Table), 1936
- A kutya se látta (Dumb Witness), 1937
- Halál a Níluson (Death on the Nile), 1937
- Találkozás a halállal (Appointment with Death), 1938
- Poirot karácsonya (Hercule Poirot's Christmas), 1938
- Cipruskoporsó (Sad Cypress), 1940
- A fogorvos széke (One, Two, Buckle My Shoe), 1940
- Nyaraló gyilkosok (Evil Under the Sun), 1941
- Öt kismalac (Five Little Pigs), 1943
- Hétvégi gyilkosság (The Hollow), 1946
- Zátonyok közt (Taken at the Flood), 1948
- Mrs. McGinty meghalt (Mrs McGinty's Dead), 1952
- Temetni veszélyes (After the Funeral), 1953
- Gyilkosság a diákszállóban (Hickory Dickory Dock ), 1955
- Gyilkosvadászat (Dead Man's Folly), 1956
- Macska a galambok között (Cat Among the Pigeons), 1959
- Az órák (The Clocks), 1963
- Harmadik lány (Third Girl), 1966
- Halloween és halál (Hallowe'en Party), 1969
- Az elefántok nem felejtenek (Elephants Can Remember), 1972
- Függöny: Poirot utolsó esete (Curtain: Poirot's Last Case), 1975

### Novellák

#### Poirot nyomoz, 1924
- A Nyugat Csillaga-eset
- Tragédia a Marsdon-kastélyban
- Az olcsó lakás esete
- A vadászlak rejtélye
- Az egymillió dolláros kötvényrablás
- Az egyiptomi királysír esete
- Ékszerrablás a Grand Metropolitanben
- Az elrabolt miniszterelnök
- Mr. Davenheim eltűnése
- Az olasz gróf esete
- A hiányzó végrendelet esete

#### Gyilkosság a csendes házban, 1937
- Gyilkosság a csendes házban
- A hihetetlen betörés
- Halott ember tükre
- A rodoszi háromszög

#### Herkules munkái, 1947
- A nemeai oroszlán
- A lernai hydra
- Az árkádiai szarvas
- Az erymanthosi vadkan
- Augias istállója
- A stymphalisi madarak
- A krétai bika
- Diomedes lovai
- Hippolyte öve
- Geryon gulyája
- A Hesperisek almái
- Cerberus foglyul ejtése

#### A karácsonyi puding, 1960
- A karácsonyi puding esete
- A spanyol láda rejtélye
- Az elnyomott
- A szedertorta
- Greenshaw bolondvára
- Az álom

#### Poirot első esetei, 1974
- A győzelmi bál esete
- A claphami szakácsnő kalandja
- A cornwalli rejtély
- Johnnie Waverly kalandja
- A kettős bűnjel
- A treff király
- A Lemesurier örökség
- Az elveszett bánya
- A plymouthi gyors
- A csokoládés doboz
- A tengeralattjáró tervrajza
- Lakás a harmadikon
- Kettős bűn
- A Market Basing-i rejtély
- Darázsfészek
- A fátylas hölgy
- Tengernyi gond
- Mi nyílik a kertedben?

#### A Pollensa-öböl, 1991
- A Pollensa-öböl
- A második gongütés
- A sárga írisz
- A Harlequin-teáskészlet
- A Regatta-rejtély
- A szerelem detektívjei
- Ebem, te mindenem
- A magnóliavirág

#### Az Álmok Háza, 1997
- Az Álmok Háza
- A színésznő
- A szakadék
- Karácsonyi kaland
- A magányos isten
- A Man-szigeti kincs
- Tejfehér falakon belül
- A bagdadi láda rejtélye
- Míg ki nem huny a fény